# Bảng xếp hạng Ca khúc Trung Quốc
Bảng xếp hạng Ca khúc Trung Quốc (giản thể: 中国歌曲排行榜; phồn thể: 中國歌曲排行榜; bính âm: Zhōngguó gēqǔ páiháng bǎng) là một bảng xếp hạng âm nhạc dựa trên radio do Đài phát thanh Âm nhạc Bắc Kinh cho ra mắt hàng tuần.
Danh sách được dựa trên số phiếu bình chọn từ người hâm mộ và hiển thị chỉ số các bài hát mới phát hành gần đây của các ca sĩ Trung Quốc nổi tiếng. Bảng xếp hạng này không có tên chính thức bằng tiếng Anh.

## Top 40 trở xuống
Mỗi tuần, Đài phát thanh Âm nhạc Bắc Kinh sẽ phát sóng bảng xếp hạng "Bài hát mới của tuần" dựa trên số phiếu bình chọn của thính giả.